# Aeropuerto de Cracovia-Juan Pablo II
El Aeropuerto Internacional Juan Pablo II Cracovia (en polaco: Kraków Airport im. Jana Pawła II recibe dicho nombre desde el 4 de septiembre de 2007; es un aeropuerto internacional localizado cerca de Cracovia, en el pueblo de Balice, 11 km al oeste del centro de la ciudad, y al sur de Polonia.

## Historia y cuestiones presentes
El aeropuerto fue abierto al tráfico civil en 1964. 
El aeropuerto de Cracovia es el segundo aeropuerto del país en movimientos, solo por detrás del Aeropuerto de Varsovia-Frederic Chopin. El aeropuerto cuenta con buenas perspectivas de crecimiento, gracias a las, al menos, 8 millones de personas que viven en 100 kilómetros a la redonda. El aeropuerto goza además de una ubicación privilegiada en la red de autovías existentes y futuras en esta región de Polonia, pero se deja notar la competencia con el cercano Aeropuerto Internacional de Katowice en Pyrzowice así como otros aeropuertos polacos cercanos.
En 1995 el aeropuerto cambió su nombre de Aeropuerto de Cracovia-Balice al de Aeropuerto Internacional Juan Pablo II Cracovia-Balice, en honor al Papa Juan Pablo II que pasó muchos años de su vida en Cracovia. Por cuestiones publicitarias, el nombre oficial fue recortado el 4 de septiembre de 2007 al de Aeropuerto de Cracovia-Juan Pablo II. 
En 2003, cuando la compañía irlandesa de bajo coste Ryanair mostró interés en comenzar a operar desde el aeropuerto internacional Juan Pablo II, los directivos del aeropuerto rechazaron reducir las tasas. Por el contrario, las autoridades regionales de Cracovia y la inversora Lesser Poland Voivodeship decidieron construir un aeropuerto cerca del ya existente, usando la infraestructura de la base aérea militar adyacente con una pista ya delimitada. Finalmente se alcanzó un acuerdo, y el aeropuerto fue abierto para que Ryanair así como otras compañías de bajo coste como SkyEurope, Germanwings, EasyJet y Centralwings pudiesen operar en él. 
El 1 de marzo de 2007 se abrió la terminal independiente de las demás, para vuelos de cabotaje (T2). Los planes siguientes son el comenzar la construcción de una expansión adyacente a la actual terminal de vuelos internacionales (T1).

## Planes de expansión
La terminal principal (T1) está actualmente siendo ampliada para asumir el crecimiento de pasajeros que se viene produciendo desde hace dos años. También está siendo ampliada la plataforma, con el fin de añadir cinco nuevos puestos e instalaciones separadas, preparadas para atender a los pasajeros Schengen y a los no-Schengen. La siguiente fase contempla un aparcamiento en altura en frente de la T1. También está previsto que la línea de ferrocarril llegue hasta el edificio terminal, puesto que actualmente se queda a unos 250 metros de la terminal T1.

## Cómo llegar

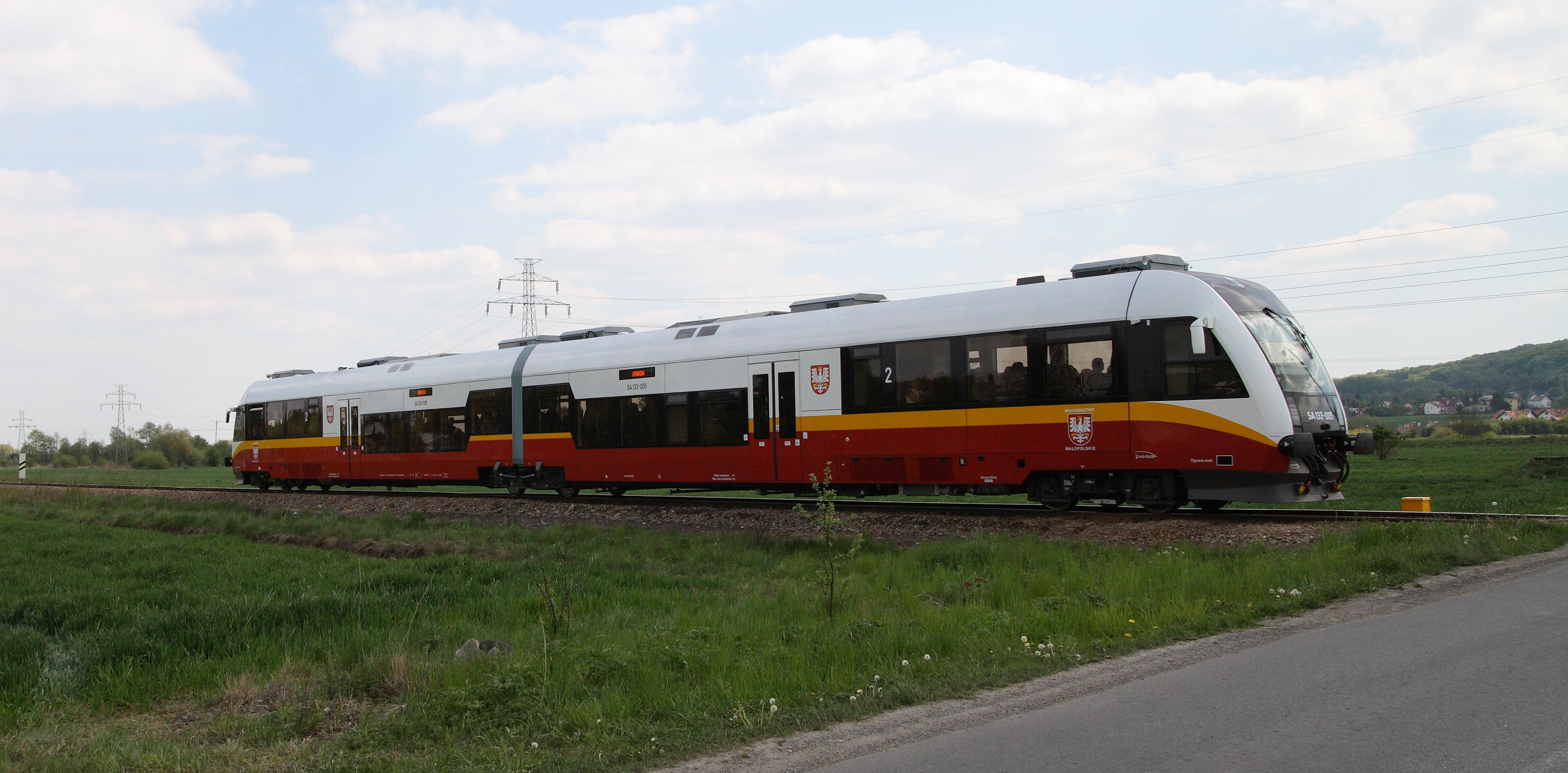
Tren "Balice Ekspress".

### En tren
El "Balice Express" que operaba entre la estación Kraków Główny (Cracovia Central, la principal estación de ferrocarriles) y la estación de tren del Aeropuerto de Cracovia-Balice está suspendido temporalmente. El servicio está previsto se reanude en 2015.[actualizar] También se espera que la nueva línea de ferrocarril termine justo en la terminal, en lugar de terminar en la parada actual que se encuentra a 250 m. desde la terminal T1. 
Desde febrero de 2014, la ruta del tren estará cerrada durante un año y medio, debido a la construcción de la nueva estación que se ubicará en la nueva terminal, así como la construcción de nuevas vías del tren.[actualizar]
- El "Balice Ekspres" opera entre Kraków Główny y la estación del aeropuerto de Cracovia-Balice todos los días entre las 4:00 a. m. y la media noche, con trenes cada 30-60 minutos entre las 7:00 y las 21:00).[1]
  - Los trenes entre Cracovia Główny y el aeropuerto de Cracovia Balice Airport salen de la plataforma 1, andén 9.
  - Tiempo del trayecto: ca. 18 minutos.
  - Tarifa por sentido: 12.00 zł (1.90 libras esterlinas o 3 euros).
    - Sin cargos extra por equipaje.

  - Una lanzadera de bus gratuita opera entre la estación de trenes del aeropuerto y las terminales: internacional (T1) y doméstica (T2).
  - Es posible llegar andando de la terminal a la parada del tren (un paseo de 250 metros, 5 minutos).
  - Los billetes pueden ser adquiridos en el aeropuerto de las siguientes maneras:
    - del conductor del tren (sin cargos adicionales)

  - Los billetes pueden ser adquiridos en Cracovia Główny (principal estación de tren) de las siguientes maneras:
    - en las máquinas de la estación
    - en cualquier ventanilla de venta de billetes
    - del conductor del tren (sin cargos adicionales)

### En autobús
- El autobús 292 une el aeropuerto con la principal estación de trenes de Cracovia, Kraków Główny (en la parada de autobús "Dworzec Główny Wschód", o Estación Principal Este). El autobús sale cada media hora (cada hora si no es hora punta).
  - Tiempo del recorrido: 36 minutos.
  - Tarifa por sentido: 3.00 zł (0.59 libras esterlinas o 0.67 euros); el billete 90 minutos es válido para todos los buses y tranvías con un coste de 5.00 zł. Los billetes pueden ser adquiridos en las máquinas de venta en la parada de autobús o a bordo (si está disponible) o del conductor por 0.50 zł más.
    - Sin recargos por equipaje.

- El autobús 208 enlaza el aeropuerto con la estación de ferrocarril principal de Cracovia (en la parada de autobús "Dworzec Główny Wschód"). El autobús sale cada hora.
  - Tiempo de viaje: 39-43 minutos.
  - Tarifa por sentido: 3.00 zł (0.59 libras esterlinas o 0.67 euros); el billete 90 minutos vale para todos los autobuses y tranvías y tiene un coste de 5.00 zł. Los billetes pueden ser adquiridos en las máquinas de venta de las paradas de bus o a bordo (si está disponible) o comprándoselo al conductor por 0.50 zł más.
    - No hay cargos por equipaje.

- El bus nocturno 902 enlaza el aeropuerto con la estación Cracovia Główny (en la parada de buses de "Dworzec Główny"). Este autobús efectúa salidas a las 2326, 056, y 226 todos los días.
  - Tiempo de viaje: 29 minutos.
  - Precio por trayecto: 3.00 zł (0.59 libras esterlinas o 0.67 euros).
    - Sin cargos por equipaje.

### En taxi o coche
- Taxi:
  - Tiempo de viaje hasta el centro de Cracovia: 20-25 minutos, dependiendo de la ruta y del tráfico.
  - Coste: unos 70 zł (14 libras esterlinas o 16 euros).
- En coche, el trayecto es de unos 20 minutos dependiendo de la ruta y del tráfico.
  - El aparcamiento que hay enfrente de la T1 es gratuito hasta los 10 minutos.

## Tráfico
En 2005 hubo más de 1.5 millones de pasajeros, cerca del 95% de incremento respecto a 2004. En 2006 hubo más de 2.3 millones de pasajeros, un incremento del 50% respecto a 2005. El 20 de diciembre de 2007 el aeropuerto atendió a su pasajero tres millones. Este incremento fue debido en gran medida a que SkyEurope tuviese un centro de operaciones, que sin embargo fue cerrado el 28 de octubre de 2007. Después de todo, el aeropuerto de Cracovia atendió al 15% de los pasajeros en Polonia en 2006. Los destinos internacionales más popular fueronPista Londres (Gatwick, Stansted, y Luton) y Dublín.
Ver fuente y consulta Wikidata.

## Pista
El aeropuerto tiene una pista de aterrizaje de hormigón, con orientación 07/25, y 2550 metros de largo por 60 metros de ancho. La cabecera 07 se usa para aterrizajes solamente entre el orto y el ocaso.

## Aerolíneas y destinos
Las siguientes aerolíneas tienen vuelos con Cracovia:

### Terminal 1 Internacional
- Alitalia (Roma - Fiumicino)
- Austrian Airlines
  - operado por Austrian Arrows (Viena)
- British Airways (Londres-Heathrow)
- Brussels Airlines (Bruselas-National)
- easyJet (Belfast-Internacional, Brístol, Edimburgo, Liverpool, Londres-Gatwick)
- easyJet Europe (Basilea-Mulhouse-Friburgo, Hamburg, Lyon, París-Charles de Gaulle)
- Finnair (Helsinki)
- Jet2.com (Newcastle upon Tyne)
- KLM (Ámsterdam)
- LOT Polish Airlines (Gdańsk, Varsovia-Chopin)
- Lufthansa (Fráncfort del Meno)
  - Lufthansa Regional operado por Lufthansa CityLine (Múnich)
- Norwegian Air Shuttle (Bergen, Copenhague, Oslo-Gardermoen, Stavanger, Estocolmo-Arlanda, Trondheim)
- Ryanair (Alicante, Beauvais, Bérgamo-Orio al Serio, Birmingham, Bolonia, Charleroi, Dortmund, Tarbes-Lourdes, Dublín, Midlands Orientales, Edimburgo, Eidhoven, Gdańsk, Gerona, Gotemburgo,  Gran Canaria, Leeds, Liverpool, Londres-Stansted, Madrid, Barcelona, Malta, Mánchester, Oslo-Rygge, Praga, Roma-Ciampino, Shannon, Estocolmo-Skavsta, Sevilla, Tenerife Sur, estacional: Cagliari, Castellón, Cos, Jerez de la Frontera, Málaga, Pafos, Palma de Mallorca, Pisa Trapani)
- Sprint Air (Bydgoszcz)
- Swiss (Zúrich)
- Vueling Airlines (Barcelona)